# Самір Уйкані
Самір Уйкані (нар. 5 липня 1988, селище Ресник, Вучітрн, Соціалістичний автономний край Косово, Югославія) — косоварсько-албанський футболіст національної збірної Косова. Етнічний албанець, на міжнародних змаганнях Уйкані виступав за Албанію, допоки ФІФА не прийняла до своїх лав Косова. Практичну всю клубну кар'єру провів в італійських командах.

## Ранні роки
Самір народився в селищі Ресник, в окрузі Вучітрн в Соціалістичному автономному краю Косово, яке на той час було складовою частиною Соціалістичної Федеративної Республіки Югославії. Коли Саміру виповнилося 6 років його родина переїхала до Бельгії.

## Клубна кар'єра

### Молодіжні клуби
Коли Уйкані виповнилося 13 років, він потрапив до «Інгельмюнстеру», у складі якого провів 6 років, допоки не потрапив до «Андерлехту». Футбольна академія «Андерлехту» мала репутацію «кузні кадрів» молодих кваліфікованих воротарів, таких як Жакі Мунарон. В «Андерлехті» Уйкані виступав до червня 2007 року, в основному за команду U-19, також зіграв 10 матчів за резервну команду.
У червні 2007 року він підписав 5-річний контракт з представником італійської Серії A, клубом «Палермо»

### Палермо
Після підписання контракту двічі перебував на лавці для запасних в матчах «Палермо» в Кубку УЄФА, а також в декількох матчах Серії А. На перших порах у складі Росанері Самір виконував роль третього голкіпера, але після того як в «Палермо» завершив кар'єру воротар-ветеран Альберто Фонтана, став другим на своїй позиції.
26 квітня 2009 року Уйкані дебютував у професійному футболі в складі Палермо, замінивши по ходу поєдинку травмованого Марко Амелія під час матчу Серії А проти «Мілану» на «Сан-Сіро». З дебютом по завершенні поєдинку його привітав Кака. У липні 2009 року він був відданий в оренду до  клубу Новара з найвищого дивізіону Професійної ліги в обмін на Джакомо Брічетто, а також для того, щоб отримати досвід виступів у першій команді.

### Новара
Уйкані відразу зацементував за собою пост першого голкіпера в «Новарі». Він був ключовим та найвпливовішим членом команди, допомагаючи допомогти Новарі з Лега Про Пріма Дівізіоне до Серії Б в сезоні 2009/10 років, а 33-річний воротар повернувся до Серії Б. [7] Це спонукало Новара просити про продовження його кредиту, який був узгоджений Палермо липня 2010 року. Цей успіх спонукав Новару в липні 2010 року продовжити орендну угоду.
Уйкані допоміг Новарі вперше за останні 55 років в сезоні 2010/11 років повернутися до італійської Серії А. 31 січня 2011 року Палермо оголосив, що продав 50% трансферних прав на Саміра Новарі, разом з Мішелем Морганеллою (загалом цей перехід оцінюється в 1,5 мільйони євро), в рамках трансферу нападника Пабло Гонсалеса (€ 5 млн).
Уйкані був важливим гравцем команди в Серії А, допоміг Новарі переграти Інтернаціонале вдома та на виїзді, коли Самір відбив удар з близької відстані Джампаоло Паццині, а також відбив небезпечний удар з близької відстані Веслі Снейдера, коли той завершував розіграш вільного удару. Самір також допоміг своєму клубу зіграти в нічию з Наполі.
16 жовтня 2011 року Уйканізламав ніс і втратив чотири зуба, коли в матчі проти Болоньї зіткнувся з партнером по команді Мішелем Морганеллою. Одного з улюленців фанів клубу в лікарні навіть відвідав міський голова Новари Анреа Балларе. Повернувся на футбольне поле Уйкані 5 грудня в матчі проти Лаціо.

### Повернення до Палермо та оренда до К'єво
14 червня 2012 року власник «Палермо» Мауріціо Дзампаріні проінформував, що Уйкані буде виступати в команді в сезоні 2012/13 років. 22 червня 2012 року на своєму офіційному сайті «Палермо» повідомив, що клуб повністю викупив права на Уйкані, а в «Новару» відправився Мішель Морганелла.
Але після придбання «Палермо» воротаря Стефано Соррентіно, Уйкані на правах оренди перейшов до «К'єво». Протягом свого нетривалого перебування у клубі з Верони Самір фактично був другим воротарем, після Крістіана Пуггіоні, і зіграв у ньому лише 1 поєдинок, таким чином повернення Саміра до Палермо стало неминучим по завершенні сезону.
Сезон 2013/14 років «Палермо» провів у Серії B, після того як попереднього сезону команда вилетіла з елітного дивізіону національного чемпіонату, цього разу Самір став другим воротарем у клубі, почав отримувати більше ігрового часу на футбольному полі й продемонстрував набагато кращі воротарські навички та вміння, в порівнянні з його попереднім періодом перебування в «Палермо». У грудні-січні 2014 року він тимчасово став основним воротарем команди, після того як Стефано Соррентіно травмувався.
Контракт Саміра з «Палермо» завершився 30 червня 2015 року.

### Дженоа
19 липня 2015 року «Дженоа» оголосила про підписання Саміра Уйкані.
У січні 2016 року клуб з італійської Серії B «Латина» оголосив про підписання Саміра Уйкані на правах оренди. А за півроку також на умовах оренди став гравцем іншої друголігової команди, «Пізи».

### Подальша кар'єра
Влітку 2017 року уклав повноцінний контракт із ще одним клубом з італійської Серії B, «Кремонезе», в якому протягом сезону був основним голкіпером. Згодом протягом 2018–2019 років був гравцем турецького «Чайкур Різеспор», де був резервним воротарем. У вересні 2019 року на правах вільного агента уклав контракт з італійським вищоліговим «Торіно». Перебував у його складі протягом двох сехонів, провівши за цей час лише дві гри. Влітку 2021 року знову став вільним агентом.

## Кар'єра в збірній
Самір Уйкані отримав паспорт громадянина Албанії влітку 2007 року та розпочав свої виступи за збірну Албанії U-21. За збірну він дебютував 1 червня в матчі кваліфікації до молодіжного чемпіонату Європи проти Італії.
6 жовтня 2008 року він отримав свій перший виклик до головної збірної на матчі кваліфікації до Чемпіонату світу з футболу 2010 року проти збірних Угорщини та Португалії. Свій перший повний поєдинок у складі албанської збірної Самір відіграв 10 червня 2009 року проти Грузії в Албанії, який завершився нічиєю 1:1.
Уйкані поступився першим номером на воротарській позиції в збірній Етріту Беріші протягом матчів кваліфікації до Чемпіонату світу з футболу 2014 року.
13 січня 2014 року збірна Косово отримала дозвіл грати товариські матчі проти збірних-членів ФІФА, і таким чином фактично визнало Косово. 5 березня 2014 року Самір Уйкані зіграв свій перший товариський матч у футболці збірної Косова проти Гаїті. Згодом став стабільним основним голкіпером косовської національної команди і її капітаном.

## Статистика виступів

### Статистика клубних виступів
Станом на 24 травня 2021 року
| Сезон               | Команда             | Чемпіонат           | Чемпіонат | Чемпіонат | Національний кубок | Національний кубок | Національний кубок | Континентальні кубки | Континентальні кубки | Континентальні кубки | Інші змагання | Інші змагання | Інші змагання | Усього | Усього |
| Сезон               | Команда             | Ліга                | Ігор      | Голів     | Ліга               | Ігор               | Голів              | Ліга                 | Ігор                 | Голів                | Ліга          | Ігор          | Голів         | Ігор   | Голів  |
| ------------------- | ------------------- | ------------------- | --------- | --------- | ------------------ | ------------------ | ------------------ | -------------------- | -------------------- | -------------------- | ------------- | ------------- | ------------- | ------ | ------ |
| 2007–08             | «Палермо»           | A                   | 0         | -0        | КІ                 | 0                  | -0                 | КУЄФА                | 0                    | -0                   | -             | -             | -             | 0      | -0     |
| 2008–09             | «Палермо»           | A                   | 1         | -0        | КІ                 | 0                  | -0                 | -                    | -                    | -                    | -             | -             | -             | 1      | -0     |
| 2009–10             | «Новара»            | 1Д                  | 23        | -15       | КІ-КІ-ЛП           | 3+0                | -3+-0              | -                    | -                    | -                    | СК-ЛП         | 1             | -1            | 27     | –      |
| 2010–11             | «Новара»            | B                   | 36+3      | -30 + -0  | КІ                 | 1                  | -1                 | -                    | -                    | -                    | -             | -             | -             | 40     | -31    |
| 2011–12             | «Новара»            | A                   | 24        | -37       | КІ                 | 2                  | -2                 | -                    | -                    | -                    | -             | -             | -             | 26     | -39    |
| Усього за «Новара»  | Усього за «Новара»  | Усього за «Новара»  | 83+3      | -82; -0   |                    | 6                  | -6                 |                      | -                    | -                    |               | 1             | -1            | 93     | -89    |
| 2012-січ. 2013      | «Палермо»           | A                   | 19        | -30       | КІ                 | 1                  | -1                 | -                    | -                    | -                    | -             | -             | -             | 20     | -31    |
| січ.-черв. 2013     | «К'єво»             | A                   | 0         | -0        | КІ                 | -                  | -                  | -                    | -                    | -                    | -             | -             | -             | 0      | -0     |
| 2013–14             | «Палермо»           | B                   | 11        | -8        | КІ                 | 0                  | -0                 | -                    | -                    | -                    | -             | -             | -             | 11     | -8     |
| 2014–15             | «Палермо»           | A                   | 3         | -4        | КІ                 | 1                  | -3                 | -                    | -                    | -                    | -             | -             | -             | 4      | -7     |
| Усього за «Палермо» | Усього за «Палермо» | Усього за «Палермо» | 34        | -42       |                    | 2                  | -4                 | -                    | 0                    | -0                   | -             | -             | -             | 36     | -46    |
| 2015-січ. 2016      | «Дженоа»            | A                   | 0         | -0        | КІ                 | 0                  | -0                 | -                    | -                    | -                    | -             | -             | -             | 0      | -0     |
| січ.-черв. 2016     | «Латина»            | B                   | 21        | -23       | КІ                 | -                  | -                  | -                    | -                    | -                    | -             | -             | -             | 21     | -23    |
| 2016–17             | «Піза»              | B                   | 35        | -26       | КІ                 | 3                  | -5                 | -                    | -                    | -                    | -             | -             | -             | 38     | -31    |
| 2017–18             | «Кремонезе»         | B                   | 38        | -41       | КІ                 | 1                  | -0                 | -                    | -                    | -                    | -             | -             | -             | 39     | -41    |
| 2018–19             | «Чайкур Різеспор»   | СЛ                  | 1         | -4        | КТ                 | 4                  | -4                 | -                    | -                    | -                    | -             | -             | -             | 5      | -7     |
| 2019–20             | «Торіно»            | A                   | 1         | -3        | КІ                 | 0                  | 0                  | ЛЄ                   | -                    | -                    | -             | -             | -             | 1      | -3     |
| 2020–21             | «Торіно»            | A                   | 1         | -1        | КІ                 | 0                  | 0                  |                      | -                    | -                    | -             | -             | -             | 1      | -1     |
| Усього за «Торіно»  | Усього за «Торіно»  | Усього за «Торіно»  | 2         | -4        |                    | 0                  | 0                  | -                    | 0                    | 0                    | -             | -             | -             | 2      | -4     |
| Усього за кар'єру   | Усього за кар'єру   | Усього за кар'єру   | 214+3     | -221      |                    | 16                 | –                  |                      | 0                    | 0                    |               | 1             | -1            | 234    | -241   |

### Статистика виступів за збірну
Станом на 24 серпня 2021 року
| Дата       | Місто          | Господарі            | Результат | Гості              | Турнір            | Голи | Примітки |
| ---------- | -------------- | -------------------- | --------- | ------------------ | ----------------- | ---- | -------- |
| 10-6-2009  | Тирана         | Албанія              | 1 – 1     | Грузія             | товариський матч  | -1   |          |
| 12-8-2009  | Тирана         | Албанія              | 6 – 1     | Кіпр               | товариський матч  | -1   |          |
| 9-9-2009   | Тирана         | Албанія              | 1 – 1     | Данія              | Відбір до ЧС 2010 | -1   |          |
| 14-10-2009 | Стокгольм      | Швеція               | 4 – 1     | Албанія            | Відбір до ЧС 2010 | -4   |          |
| 17-11-2010 | Корча          | Албанія              | 0 – 0     | Північна Македонія | товариський матч  | -    | 46'      |
| 9-2-2011   | Тирана         | Албанія              | 1 – 2     | Словенія           | товариський матч  | -2   |          |
| 26-3-2011  | Тирана         | Албанія              | 1 – 0     | Білорусь           | Відбір до ЧЄ 2012 | -    |          |
| 7-6-2011   | Зениця         | Боснія і Герцеговина | 2 – 0     | Албанія            | Відбір до ЧЄ 2012 | -2   |          |
| 10-8-2011  | Шкодер (місто) | Албанія              | 3 – 2     | Чорногорія         | товариський матч  | -2   |          |
| 2-9-2011   | Тирана         | Албанія              | 1 – 2     | Франція            | Відбір до ЧЄ 2012 | -2   |          |
| 6-9-2011   | Люксембург     | Люксембург           | 2 – 1     | Албанія            | Відбір до ЧЄ 2012 | -2   |          |
| 7-10-2011  | Париж          | Франція              | 3 – 0     | Албанія            | Відбір до ЧЄ 2012 | -3   |          |
| 11-10-2011 | Тирана         | Албанія              | 1 – 1     | Румунія            | Відбір до ЧЄ 2012 | -1   |          |
| 29-2-2012  | Тбілісі        | Грузія               | 2 – 1     | Албанія            | товариський матч  | -2   |          |
| 15-8-2012  | Тирана         | Албанія              | 0 – 0     | Молдова            | товариський матч  | -    |          |
| 7-9-2012   | Тирана         | Албанія              | 3 – 1     | Кіпр               | Відбір до ЧС 2014 | -1   |          |
| 11-9-2012  | Люцерн         | Швейцарія            | 2 – 0     | Албанія            | Відбір до ЧС 2014 | -2   |          |
| 12-10-2012 | Тирана         | Албанія              | 1 – 2     | Ісландія           | Відбір до ЧС 2014 | -2   |          |
| 6-2-2013   | Тирана         | Албанія              | 1 – 2     | Грузія             | товариський матч  | -1   |          |
| 26-3-2013  | Тирана         | Албанія              | 4 – 1     | Литва              | товариський матч  | -1   |          |
| Усього     |                | Матчів               | 20        |                    | Голів             | -30  |          |

| Дата       | Місто               | Господарі         | Результат | Гості             | Турнір                               | Голи | Примітки |
| ---------- | ------------------- | ----------------- | --------- | ----------------- | ------------------------------------ | ---- | -------- |
| 13-11-2015 | Приштина            | Косово            | 2 – 2     | Албанія           | товариський матч                     | -2   | кап. 89' |
| 3-6-2016   | Франкфурт-на-Майні  | Фарерські острови | 0 – 2     | Косово            | товариський матч                     | -    | кап.     |
| 5-9-2016   | Турку               | Фінляндія         | 1 – 1     | Косово            | Відбір до ЧС 2018                    | -1   | кап.     |
| 6-10-2016  | Шкодер (місто)      | Косово            | 0 – 6     | Хорватія          | Відбір до ЧС 2018                    | -6   | кап.     |
| 9-10-2016  | Краків              | Україна           | 3 – 0     | Косово            | Відбір до ЧС 2018                    | -3   | кап.     |
| 12-11-2016 | Анталія             | Туреччина         | 2 – 0     | Косово            | Відбір до ЧС 2018                    | -2   | кап.     |
| 24-3-2017  | Шкодер (місто)      | Косово            | 1 – 2     | Ісландія          | Відбір до ЧС 2018                    | -2   | кап.     |
| 11-6-2017  | Шкодер (місто)      | Косово            | 1 – 4     | Туреччина         | Відбір до ЧС 2018                    | -2   | кап. 53' |
| 2-9-2017   | Загреб              | Хорватія          | 1 – 0     | Косово            | Відбір до ЧС 2018                    | -1   | кап.     |
| 5-9-2017   | Шкодер (місто)      | Косово            | 0 – 1     | Фінляндія         | Відбір до ЧС 2018                    | -1   | кап.     |
| 6-10-2017  | Шкодер (місто)      | Косово            | 0 – 2     | Україна           | Відбір до ЧС 2018                    | -2   | кап.     |
| 9-10-2017  | Рейк'явік           | Ісландія          | 2 – 0     | Косово            | Відбір до ЧС 2018                    | -2   | кап. 37' |
| 13-11-2017 | Косовська Митровиця | Косово            | 4 – 3     | Латвія            | товариський матч                     | -3   | кап.     |
| 24-3-2018  | Франконвіль         | Косово            | 1 – 0     | Мадагаскар        | товариський матч                     | -    | кап.     |
| 27-3-2018  | Франконвіль         | Косово            | 2 – 0     | Буркіна-Фасо      | товариський матч                     | -    | кап.     |
| 29-5-2018  | Цюрих               | Албанія           | 0 – 3     | Косово            | товариський матч                     | -    | кап. 36' |
| 7-9-2018   | Баку                | Азербайджан       | 0 – 0     | Косово            | Ліга націй УЄФА 2018-2019 - 1-й етап | -    | кап.     |
| 10-9-2018  | Приштина            | Косово            | 2 – 0     | Фарерські острови | Ліга націй УЄФА 2018-2019 - 1-й етап | -    | кап.     |
| 11-10-2018 | Приштина            | Косово            | 3 – 1     | Мальта            | Ліга націй УЄФА 2018-2019 - 1-й етап | -1   | кап.     |
| 14-10-2018 | Торсгавн            | Фарерські острови | 1 – 1     | Косово            | Ліга націй УЄФА 2018-2019 - 1-й етап | -1   | кап.     |
| 17-11-2018 | Та-Калі             | Мальта            | 0 – 5     | Косово            | Ліга націй УЄФА 2018-2019 - 1-й етап | -    | кап.     |
| 21-3-2019  | Приштина            | Косово            | 2 – 2     | Данія             | товариський матч                     | -2   | 46'      |
| 10-10-2019 | Приштина            | Косово            | 1 – 0     | Гібралтар         | товариський матч                     | -    | кап.     |
| 6-9-2020   | Приштина            | Косово            | 1 – 2     | Греція            | Ліга націй УЄФА 2020-2021 - 1-й етап | -2   | кап.     |
| 18-11-2020 | Приштина            | Косово            | 1 – 0     | Молдова           | Ліга націй УЄФА 2020-2021 - 1-й етап | -    | кап.     |
| 24-3-2021  | Приштина            | Косово            | 4 – 0     | Литва             | товариський матч                     | -    | кап.     |
| 28-3-2021  | Приштина            | Косово            | 0 – 3     | Швеція            | Відбір до ЧС 2022                    | -3   | кап.     |
| 31-3-2021  | Севілья             | Іспанія           | 3 – 1     | Косово            | Відбір до ЧС 2022                    | -3   | кап.     |
| 1-6-2021   | Приштина            | Косово            | 4 – 1     | Сан-Марино        | товариський матч                     | -1   | кап.     |
| Усього     |                     | Матчів            | 28        |                   | Голів                                | -40  |          |